# Sopperödvattnet
Sopperödvattnet är en sjö i Strömstads kommun i Bohuslän och ingår i Strömsåns huvudavrinningsområde. Sjön är 5,6 meter djup, har en yta på 0,442 kvadratkilometer och befinner sig 42,6 meter över havet. Vid provfiske har abborre, gädda, mört och sutare fångats i sjön.

## Delavrinningsområde
Sopperödvattnet ingår i det delavrinningsområde (654989-124049) som SMHI kallar för Utloppet av Nedre Färingen. Medelhöjden är 52 meter över havet och ytan är 16,78 kvadratkilometer. Det finns inga avrinningsområden uppströms utan avrinningsområdet är högsta punkten. Vattendraget som avvattnar avrinningsområdet har biflödesordning 2, vilket innebär att vattnet flödar genom totalt 2 vattendrag innan det når havet efter 8,4 kilometer. Avrinningsområdet består mestadels av skog (68 %). Avrinningsområdet har 2,91 kvadratkilometer vattenytor vilket ger det en sjöprocent på 17,3 %.